# فهرست مدرسه‌های قدیمی تبریز
فهرست مدرسه‌های قدیمی شهر تبریز، مرکز استان آذربایجان شرقی ایران:
- مدرسه اکبریه
- مدرسه جعفریه
- مدرسه حاج صفرعلی
- مدرسه حسن پادشاه
- مدرسه خواجه‌علی‌اصغر
- مدرسه صادقیه
- مدرسه طالبیه
- مدرسه ظهیریه
- مدرسه کاظمیه
- مدرسه نصریه
- دبیرستان توحید پروین سابق.
- دبیرستان فردوسی
- دبیرستان آیت‌الله طالقانی
- مدرسه نوبل
- دبیرستان نوبل